# 庐山南大道站
庐山南大道站位于中华人民共和国江西省南昌市红谷滩区凤凰洲街道凤凰中大道、凤凰北大道与庐山南大道交叉口，是南昌地铁1号线的地铁车站，车站于2015年12月26日和1号线一同启用。

## 车站结构
站厅在地下一层，站台在地下二层为岛式站台。

### 楼层
| 1层  | 地面               | 出入口                       |  |  |
| -1层 | 站厅               | 自动售票机、客服中心         |  |  |
| -2层 |                    | █ 1号线 往昌北机场（珠江路） |  |  |
|      | 岛式站台，左侧开门 |                              |  |  |
|      |                    | █ 1号线 往麻丘（绿茵路）     |  |  |

### 出入口
庐山南大道站共有4个出入口，车站开通时开放B、C、D（后改称1、4、3）出口，2号出口位于地铁万科广场下沉广场内，并随商场开业启用。
| 编号                   | 指示           | 图片 | 建议前往的目的地                                             |
| ---------------------- | -------------- | ---- | ------------------------------------------------------------ |
| 出口 · 1L · 升降机标志 | 庐山南大道北侧 |      | 南昌T16购物中心、凤凰北大道、铜锣湾国际、丰和北大道、香江路  |
| 出口 · 2L              | 地铁·万科广场  |      | 凤凰北大道、庐山南大道、时代广场、香江路                     |
| 出口 · 3L              | 庐山南大道北侧 |      | 恒兴园小区、凤凰中大道、省高级人民法院、飞虹路、南昌市公安局 |
| 出口 · 4L              | 庐山南大道南侧 |      | 南昌市检察院、凤凰中大道、盛世洪城、飞虹路                   |
| 註： 設有              |                |      |                                                              |

## 历史
- 2009年6月2日《南昌市轨道交通1号线一期工程环境影响报告书（简本）》中本站名为庐山南大道站位于卫东大道与庐山南大道交叉口[4][5]。
- 2010年8月30日的1号线一期24个站点暂用名定为庐山南大道站[1]。
- 2010年12月15日确定将改为八一桥西站[6]。
- 2015年9月16日确认改为庐山南大道站[7][8]。
- 2015年12月26日随1号线一期一同启用。